# 佛罗伦萨河岸

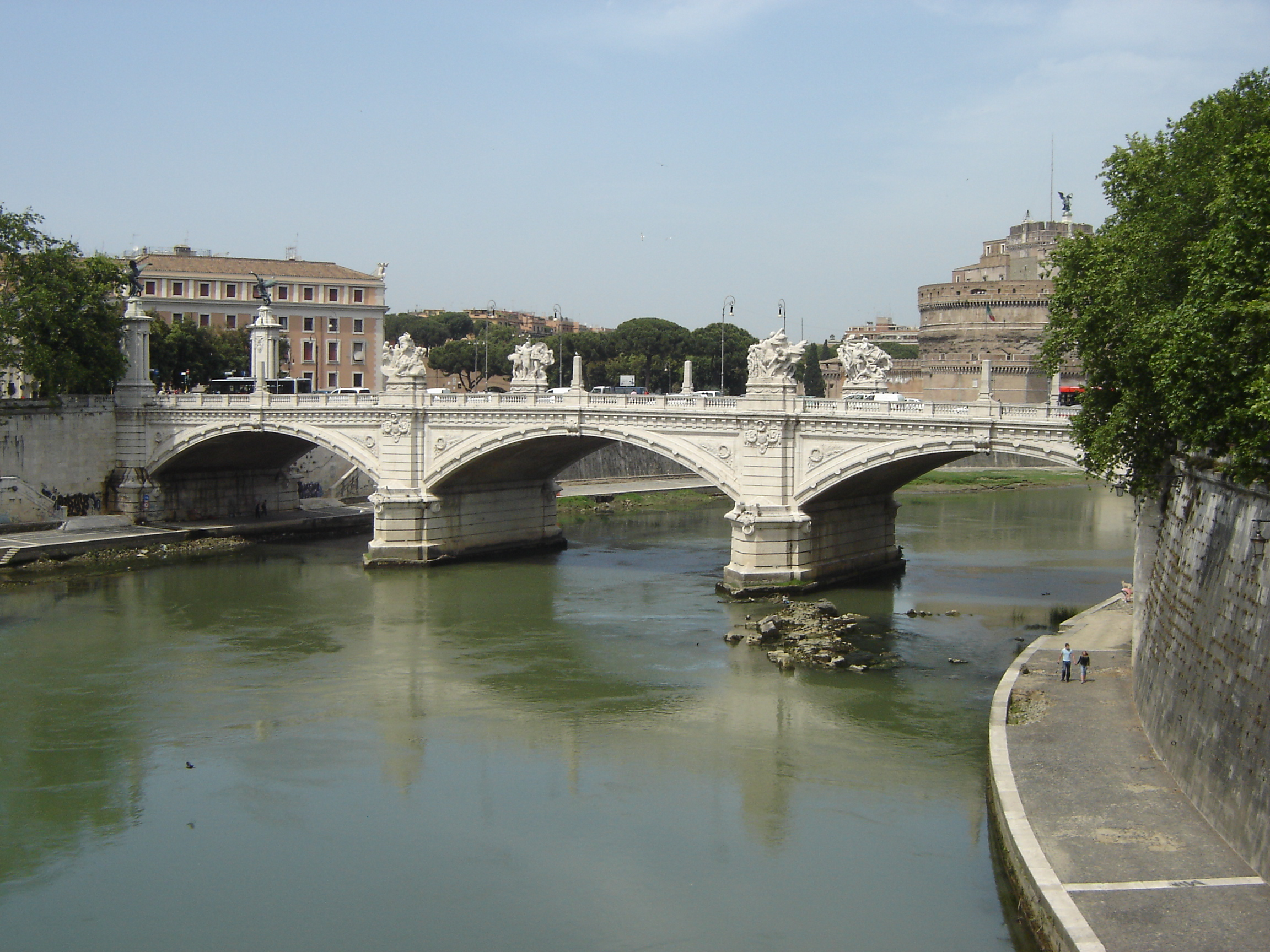
维托里奥·埃马努埃莱二世桥；右侧为佛罗伦萨河岸

佛罗伦萨河岸（義大利語：Lungotevere dei Fiorentini）是意大利罗马庞特区的一段台伯河岸，连接巴斯夸·帕欧里广场与Acciaioli街。
该地区以佛罗伦萨命名，因为在十五世纪，很多佛罗伦萨人搬到这里，受到来自佛罗伦萨美第奇家族的教宗良十世和教宗克勉七世的保护。
在这区域，佛罗伦萨人有自己的法庭、法律、领事馆、监狱，和他们的国家教堂佛罗伦萨的圣若望圣殿，以及今天已不存在的修道院。此外，教宗良十世於1519年把圣庞大良小教堂送给他的同胞。佛罗伦萨人将其拆除，腾出空间，修建了宏伟的佛罗伦萨的圣若望圣殿。
1863年，兴建一座铁桥时，也命名为佛罗伦萨。连接今天的桑加罗河岸和Gianicolense河岸。它于1941年拆除，一年后在老桥附近兴建奥斯塔公爵阿梅迪奥王子桥。